# Wereldkampioenschappen schaatsen afstanden 2005 - 10.000 meter mannen
Het wereldkampioenschappen schaatsen afstanden 2005 - 10.000 meter mannen werd gehouden op zaterdag 5 maart 2005 op de Ludwig Schwabl Stadion in Inzell, Duitsland.

## Statistieken
| #      | Schaatser            | Tijd     |
| ------ | -------------------- | -------- |
| Goud   | Bob de Jong          | 13.25,64 |
| Zilver | Carl Verheijen       | 13.26,97 |
| Brons  | Chad Hedrick         | 13.30,88 |
| 4      | Gianni Romme         | 13.42,09 |
| 5      | Odd Bohlin Borgersen | 13.45,03 |
| 6      | Joeri Kochanets      | 13.46,50 |
| 7      | Marco Weber          | 13.46,58 |
| 8      | Eskil Ervik          | 13.54,44 |
| 9      | Ivan Skobrev         | 13.56,00 |
| 10     | Bart Veldkamp        | 13.57,07 |
| 11     | KC Boutiette         | 14.01,01 |
| 12     | Enrico Fabris        | 14.01,39 |
| 13     | Cédric Michaud       | 14.02,17 |
| 14     | Kesato Miyazaki      | 14.02,72 |
| 15     | Arne Dankers         | 14.10,80 |
| 16     | Johan Röjler         | 14.11,37 |

| Rit | Baan   | Schaatser            | Tijd (rang)   |
| --- | ------ | -------------------- | ------------- |
| 1   | Binnen | Ivan Skobrev         | 13.56,00 (9)  |
| 1   | Buiten | Arne Dankers         | 14.10,80 (15) |
| 2   | Binnen | Johan Röjler         | 14.11,37 (16) |
| 2   | Buiten | Kesato Miyazaki      | 14.02,72 (14) |
| 3   | Binnen | Odd Bohlin Borgersen | 13.45,03 (5)  |
| 3   | Buiten | Cédric Michaud       | 14.02,17 (13) |
| 4   | Binnen | Joeri Kochanets      | 13.46,50 (6)  |
| 4   | Buiten | Marco Weber          | 13.46,58 (7)  |
| 5   | Binnen | Chad Hedrick         | 13.30,88 (3)  |
| 5   | Buiten | Bart Veldkamp        | 13.57,07 (10) |
| 6   | Binnen | KC Boutiette         | 14.01,01 (11) |
| 6   | Buiten | Enrico Fabris        | 14.01,39 (12) |
| 7   | Binnen | Carl Verheijen       | 13.26,97 (2)  |
| 7   | Buiten | Marco Weber          | 13.46,58 (7)  |
| 8   | Binnen | Bob de Jong          | 13.25,64 (1)  |
| 8   | Buiten | Gianni Romme         | 13.42,09 (4)  |

1996 · 
1997 · 
1998 · 
1999 · 
2000 · 
2001 · 
2003 · 
2004 · 
2005 · 
2007 · 
2008 · 
2009 · 
2011 · 
2012 · 
2013 · 
2015 · 
2016 · 
2017 · 
2019 ·
2020 ·
2021 ·
2023 ·
2024 ·
2025